# Polytechnikum Panevėžys
Das Polytechnikum Panevėžys (lit. Panevėžio politechnikumas) war eine staatliche Berufsschule mit der allgemeinen Bildung (ein Polytechnikum) von 1960 bis 1991 in Panevėžys, Litauen. Es gab 1500 Schüler und 70 Mitarbeiter, jährlich bis zu 400 Absolventen.

## Geschichte
1960 begann seine Tätigkeit das Technikum im Gebäude von Lehrerseminar Panevėžys. Der erste Direktor war Pranas Pranaitis.
1961 wurde im Politechnikum die Abendabteilung von Kauno politechnikos institutas (jetzt Institut Panevėžys der Technischen Universität Kaunas). 1967 wurde der Sportsaal, das erste und 1990 das neue moderne  Wohnheim mit 12 Etagen und 350 Wohnplätzen gebaut. Das Polytechnikum hatte insgesamt 8035 Absolventen.
1991 wurde es zur höheren technischen Schule Panevėžys und diese 2002 zur Fakultät für Betriebswirtschaft und Technologien von Panevėžio kolegija reorganisiert.

## Schüler
- Gvidas Drobužas (* 1963), Unternehmer und Politiker von Panevėžys
- Rimantas Liepa (* 1954), Politiker von Panevėžys
- Vytautas Liudvikas Šeštokas (*  1944), Politiker, Bürgermeister der Rajongemeinde Panevėžys